# 永代寺

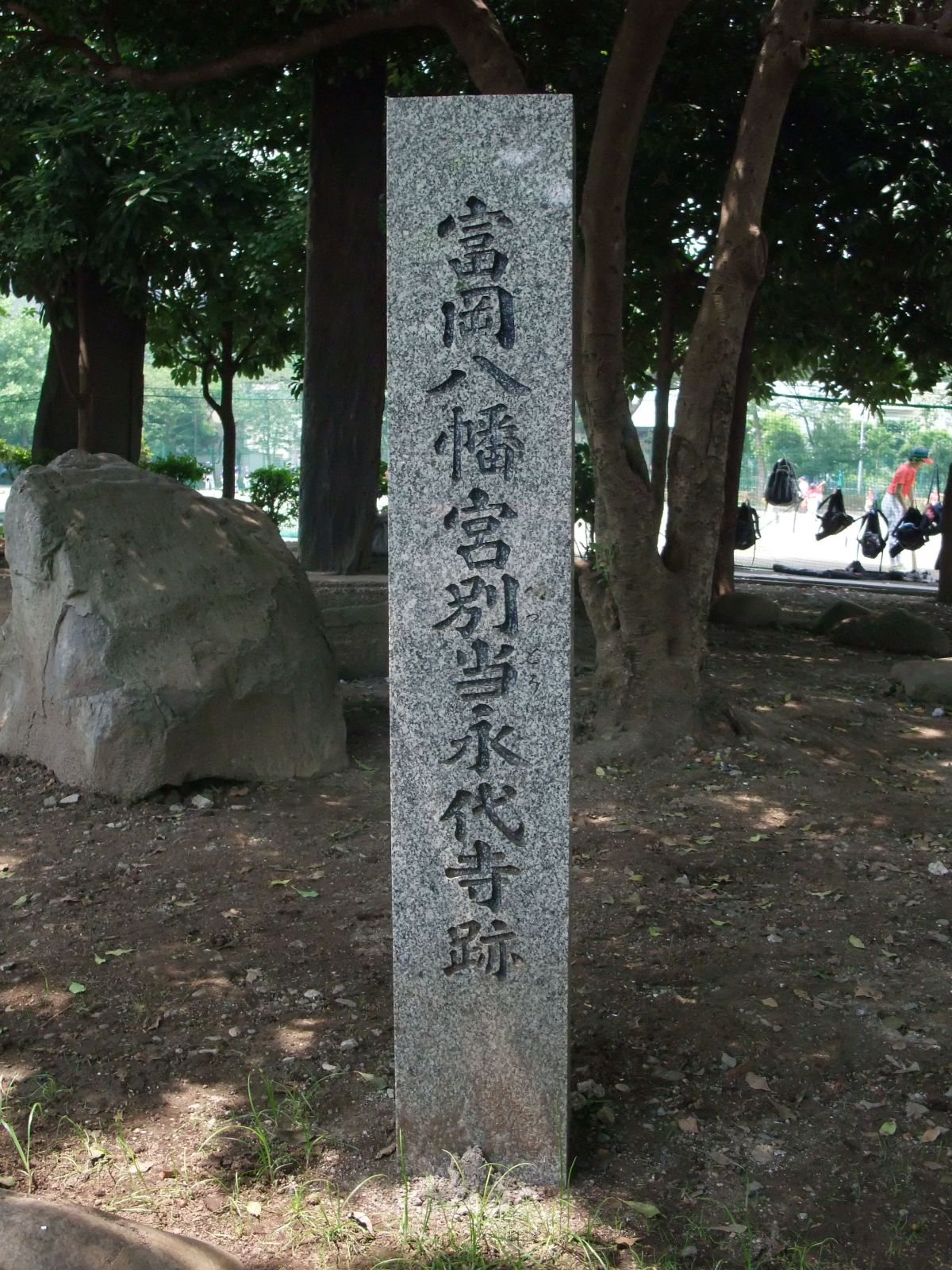
旧永代寺跡 （深川公園内）

永代寺（えいたいじ）は、東京都江東区富岡にある高野山真言宗の寺院。

## 由緒
1624年（寛永元年）、長盛の開山により永代島に創建された。江戸時代には富岡八幡宮の別当寺として栄え、深川一帯でも指折りの広大な寺院であった。明治初年の神仏分離により廃寺となり、跡地は現在の深川公園や深川不動堂などになった。その後、1896年（明治29年）に旧永代寺の塔頭の吉祥院が名称を引き継ぎ、再興されたのが現在の永代寺である。
当地の地名・門前仲町はこの旧永代寺の門前という事で名付けられた。

## 交通アクセス
- 東京メトロ東西線　門前仲町駅1番出口より徒歩2分 （深川人情通り）（経路案内）
- 都営大江戸線　門前仲町駅5番出口より徒歩5分